# Juego de guerra con miniaturas

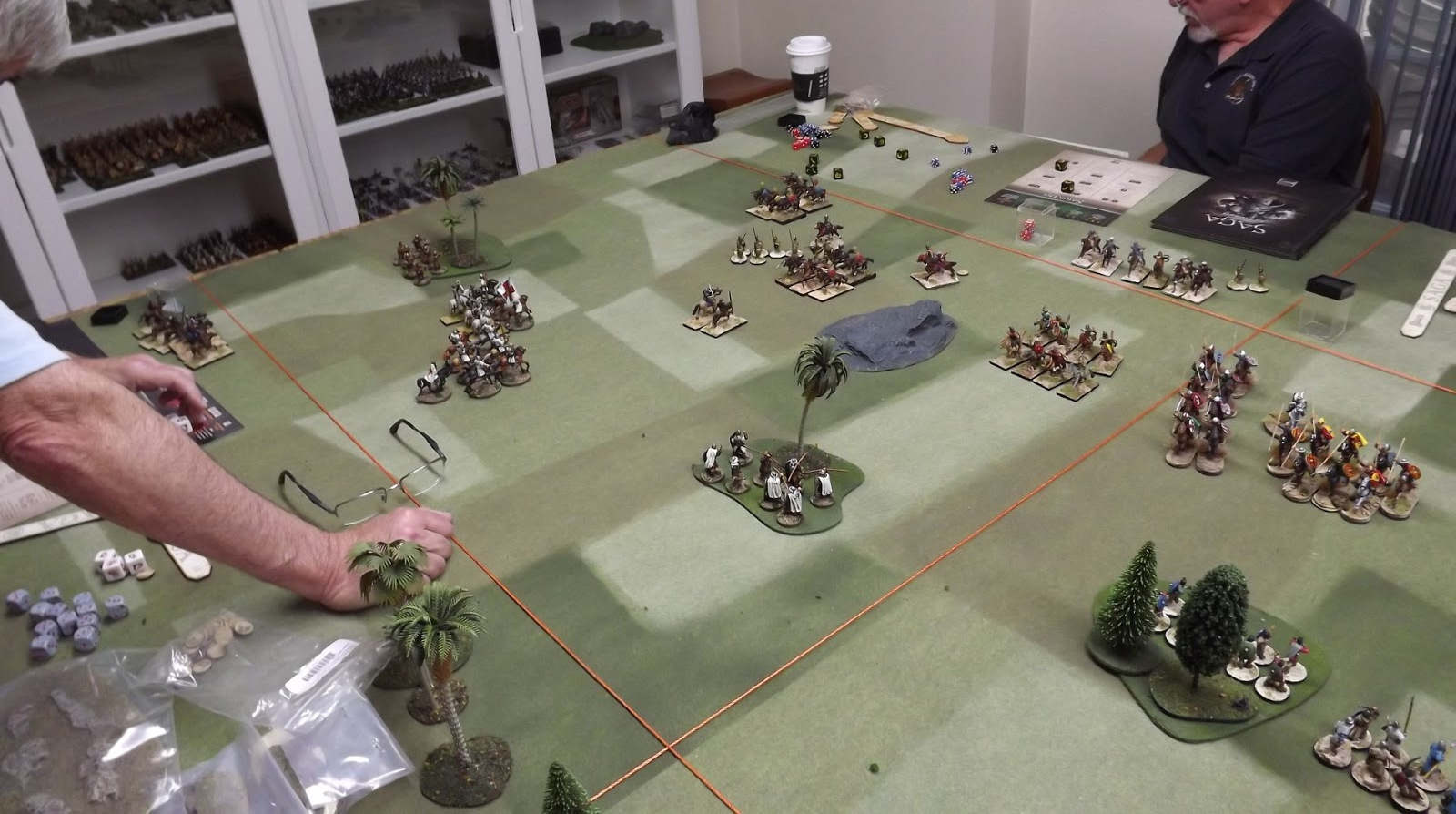
Tablero de un juego de guerra con miniaturas.

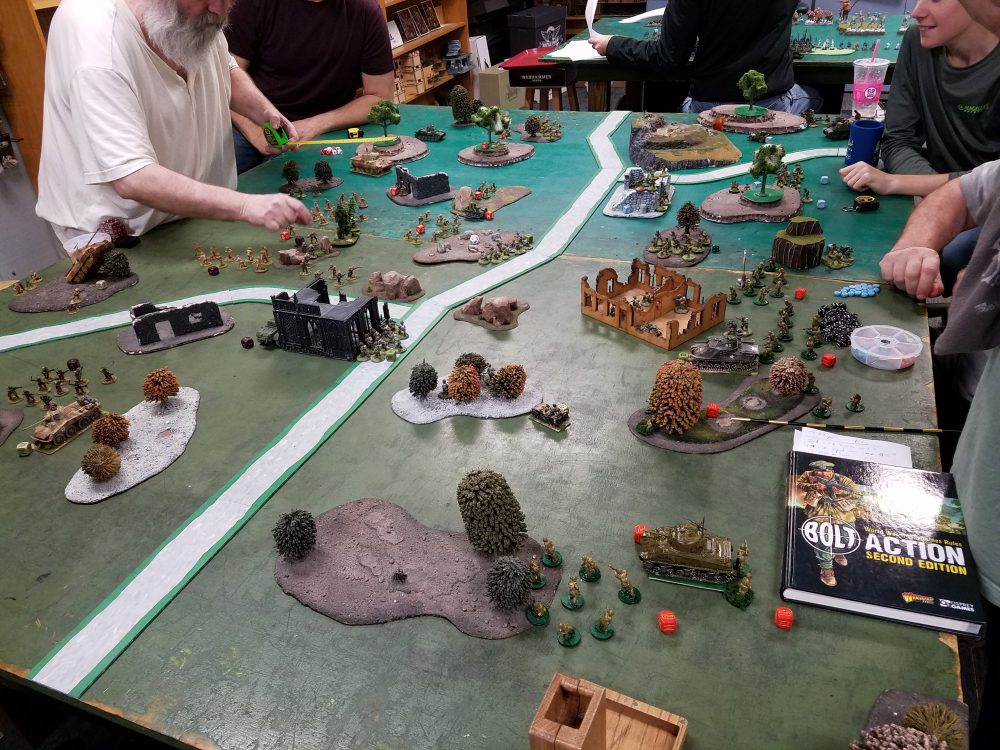
Ejemplo del tablero de un juego de guerra con miniaturas.

Los juegos de guerra con miniaturas son una forma de juegos de guerra en los que las unidades militares se representan mediante modelos físicos en miniatura en un campo de batalla a escala. A diferencia de otros juegos de guerra de mesa, que suelen utilizar fichas o bloques abstractos, o de los videojuegos de estrategia, que emplean modelos virtuales, los juegos con miniaturas destacan por su estética. Aunque las miniaturas pueden influir en el desarrollo del juego, su principal atractivo radica en lo visual.
Generalmente, los juegos de guerra con miniaturas son una actividad recreativa, ya que las limitaciones de la escala comprometen el realismo necesario para aplicaciones militares serias. Una excepción histórica es el uso de juegos de guerra navales antes de la llegada de las computadoras.

## Descripción general
En un juego de guerra con miniaturas, los jugadores utilizan modelos en miniatura de soldados, artillería y vehículos sobre un campo de batalla a escala. La ventaja de usar miniaturas, en lugar de piezas abstractas, es principalmente visual, ya que los modelos ofrecen una forma más atractiva de representar las unidades en el campo de batalla. En la mayoría de estos juegos, lo que realmente importa son las dimensiones de la base sobre la que se monta el modelo, más que el modelo en sí.
La mayoría de los juegos de guerra con miniaturas se juegan por turnos. Los jugadores se alternan para mover sus unidades y declarar ataques sobre las fuerzas del oponente. Los resultados de los combates suelen resolverse mediante cálculos simples, combinados con tiradas de dados o cartas.

## Modelos
Históricamente, las miniaturas se fabricaban con estaño o plomo, pero hoy en día suelen hacerse de poliestireno o resina. Los modelos de plástico son más baratos de producir en masa, pero requieren una mayor inversión inicial en moldes de acero. Las empresas más grandes, como Games Workshop, prefieren los modelos de plástico, mientras que las firmas más pequeñas suelen optar por los de metal.
Las miniaturas suelen venderse en partes que el jugador debe ensamblar y pintar, lo cual es una parte importante del hobby, tanto como el juego en sí. Sin embargo, algunas empresas han intentado comercializar modelos preensamblados y pintados, aunque son raros debido a las dificultades de producción en masa con la misma calidad que los pintados a mano.

## Campo de juego
El campo de batalla en un juego de guerra con miniaturas suele ser un modelo tridimensional montado sobre una mesa. La mayoría de estos juegos se desarrollan en terrenos hechos a medida utilizando módulos de terreno personalizados. Aunque a veces se recrean batallas históricas, los jugadores suelen preferir diseñar sus propios escenarios, ya que esto les permite adaptar el juego a los recursos disponibles y equilibrar las posibilidades de victoria.

## Escala
La escala de un modelo en miniatura puede expresarse mediante una proporción (por ejemplo, 1:100) o en milímetros cuando se refiere a figuras humanas. No existe un sistema estandarizado para medir las miniaturas en el hobby de los juegos de guerra, lo que puede llevar a variaciones en el tamaño de las figuras según el fabricante.

## Reglas
Existen muchas reglas para los juegos de guerra con miniaturas, algunas de las cuales están disponibles gratuitamente en internet. Muchos jugadores también crean sus propias reglas, conocidas como «house rules». La mayoría de las reglas están diseñadas para un período histórico específico o un género ficticio, y varían en cuanto a la escala de los modelos utilizados. Por ejemplo, una figura de infantería puede representar a un solo soldado, un escuadrón o un número mayor de tropas.